# Ostrovsky (huyện)
Huyện Ostrovsky (tiếng Nga: ? райо́н) là một huyện hành chính tự quản (raion), của Tỉnh Kostroma, Nga. Huyện có diện tích 2421 kilômét vuông, dân số thời điểm ngày 1 tháng 1 năm 2000 là 6900 người. Trung tâm của huyện đóng ở Ostrovskoe.